# Заполье (Червенский район)
Заполье (бел. Заполле) — агрогородок в Червенском районе Минской области. Входит в состав Смиловичского сельсовета.

## Географическое положение
Находится примерно в 33 километрах к северо-западу от райцентра, в 29 км юго-восточнее Минска, в 22 км от железнодорожной станции Руденск линии Минск-Осиповичи, на автодороге Минск-Могилëв.

## История
Впервые упоминается в XVIII веке как село, относящееся к имению Смиловичи, в рамках оценки ущерба, нанесённого расквартированными в Смиловичах в 1710 году полками ВКЛ. В результате II раздела Речи Посполитой 1793 года вошло в состав Российской Империи. В 1795 году деревня, принадлежала Людвигу Тышкевичу. Позже вместе с имением Смиловичи перешло к роду Монюшко. На 1800 год деревня входила в состав Игуменского уезда Минской губернии и была разделена на две части: бо́льшая (21 двор и 144 жителя) принадлежала судье С. Монюшко, меньшая (13 дворов и 102 жителя) — помещику Л. Тышкевичу. В середине XIX века вошла в имение Монюшко Смиловичи целиком. На 1848 год насчитывалось 19 дворов. Согласно Переписи населения Российской империи 1897 года, деревня относилась к Смиловичской волости, там насчитывалось 455 жителей, 52 двора (без учëта фольварка, располагавшегося рядом, где проживали 10 человек), функционировала церковно-приходская школа на 20 учеников. В начале XX века в деревне проживали 442 человека, 67 дворов. В 1917 году дворов — 90, жителей — 561. В ноябре 1917 года на этой территории установилась советская власть. С февраля по декабрь 1918 года деревня была оккупирована немцами, с августа 1919 по июль 1920 — поляками. 20 августа 1924 года вошла в состав вновь образованного Корзуновского сельсовета Смиловичского района Минского округа (с 20 февраля 1938 — Минской области). Согласно переписи населения СССР 1926 года в деревне насчитывался 91 двор, проживали 482 человека. Во время Великой Отечественной войны деревня была оккупирована немецко-фашистскими захватчиками в конце июня 1941 года. 46 её жителей не вернулись с фронта. Освобождена в начале июля 1944 года. В 1969 году в честь погибших на войне жителей деревни установлен памятник-обелиск. В 1954 году в связи с упразднением Корзуновского сельсовета вошла в Смиловичский сельсовет. 20 января 1960 года в связи с упразднением Руденского района вместе с сельсоветом передана в Червенский район, тогда здесь проживал 681 человек. В 1980-е годы Заполье было центом совхоза «Заветы Ильича». По итогам переписи населения Белоруссии 1997 года в деревне насчитывалось 275 домов и 835 жителей, на тот момент здесь функционировали колхоз «Беларусь», животноводческая ферма, мастерские по ремонту сельскохозяйственной техники, начальная школа, детский сад-ясли, клуб, библиотека, отделение связи, сберкасса, комплексный приёмный пункт обслуживания населения, фельдшерско-акушерский пункт, баня, магазин. На 2013 год деревня преобразована в агрогородок, здесь насчитывается 326 дворов, проживают 1088 человек.

## Инфраструктура
В деревне функционируют ОАО «Запольское», ферма КРС, мастерские по ремонту с-х техники, 11-летняя школа, детский сад-ясли, фельдшерско-акушерский пункт, 4 магазина, библиотека.

## Население
- 1800 — 34 двора, 246 жителей
- 1848 — 19 дворов
- 1897 — 55 дворов, 452 жителя (+ 1 двор, 10 жителей)
- начало XX века — 67 дворов, 442 жителя
- 1917 — 90 дворов, 561 житель
- 1926 — 91 двор, 482 жителя
- 1960 — 681 житель
- 1997 — 275 дворов, 835 жителей
- 2013 — 326 дворов, 1088 жителей